# Armand Apol
Armand Apol (Saint-Gilles, 1879 – Bruxelles, 1950) è stato un pittore belga.

## Biografia
Cresciuto artisticamente presso l'accademia della città natale, ha fondato assieme ad altri artisti il Sillon. Riscosse un notevole successo come paesaggista e, tra le opere di maggior rilievo, vi è il dipinto Les chalands amarrés che ottenne grande ammirazione durante l'esposizione presso la triennale di Anversa, nel 1902. Partecipò a diverse esposizioni per l'Europa e gli Stati Uniti. Le sue opere sono presenti nella collezione privata del Re di Spagna e sono esposte nei musei di Chaux-de-Fonds, Basilea, e Ginevra.